# Hochschule für Wirtschaft und Ingenieurwissenschaften des Kantons Waadt
Die Hochschule für Wirtschaft und Ingenieurwissenschaften des Kantons Waadt (Abk.: HEIG-VD für franz. offiziell: Haute École d'Ingénierie et de Gestion du Canton de Vaud; manchmal Hochschule für Technik und Wirtschaft Waadt; engl.: School of Engineering and Management Vaud oder School of Business and Engineering) entstand im August 2004 durch die Fusion der Hochschule für Ingenieurwissenschaften des Kantons Waadt (EIVD) und der Hochschule für Wirtschaft des Kantons Waadt (HEG-VD). Mit 2000 Studenten ist die HEIG-VD die grösste Teilhochschule der Westschweizer Hochschule für Angewandte Wissenschaften und Kunst. Die Hochschule engagiert sich regional, national und international in Lehre, Weiterbildung und Forschung.
Seit Herbst 2006 verfügt die Hochschule über drei Hochschulgelände in Yverdon-les-Bains: Campus Route de Cheseaux; Campus Centre St-Roch, und Campus Centre Y-Parc.

## Bachelor-Programme
- Geomatics
- Electrical Engineering
- Systems Engineering
- Microengineering
- Telecommunications
- Computer Science
- Media Engineering
- Business Administration
- Engineering and Management

## Master-Programme

### Master in Ingenieurwissenschaften
Seit September 2009 bietet die Hochschule einen Master in Ingenieurwissenschaften mit folgenden Vertiefungen an:
- Industrial Technologies (TIN)
- Information and Communication Technologies (TIC)

### Master in Betriebswirtschaftslehre
Der Master in Betriebswirtschaftslehre wird seit dem akademischen Jahr 2008/2009 mit folgenden Vertiefungsgebieten angeboten:
- Entrepreneurship in englischer und französischer oder englischer und deutscher Sprache
- Integrated Management of Information and Communication Systems
- Service Management and Service Engineering
- Public and Quasi-public Management
- Hospitality & Tourism in englischer und deutscher Sprache